# Goghin (Saaba)
Pour les articles homonymes, voir Goghin.
Goghin est une localité située dans le département de Saaba de la province du Kadiogo dans la région Centre au Burkina Faso. En 2006, cette localité comptait 715 habitants dont 51,9 % de femmes.

## Santé et éducation
Le centre de soins le plus proche de Goghin est le centre médical de Saaba tandis que l'hôpital d'importance est le centre hospitalo-universitaire (CHU) du pays qui se trouve dans le quartier de Bogodogo à Ouagadougou.